# Network (album)
Network è l'album d'esordio del gruppo musicale austriaco Global Deejays, pubblicato nel 2005.

## Tracce
1. Intro – 1:14
2. Stars on 45 – 4:43
3. What a Feeling (Flashdance) (clubhouse album mix) – 3:33
4. Lonely – 4:27
5. Global Deejays ID – 0:22
6. The Sound of San Francisco (progressive album mix) – 3:44
7. Mr. Funk – 3:32
8. Shock Me – 3:30
9. Global Network ID – 0:17
10. Clap Your Hands – 4:44
11. Global Network Signation – 0:28
12. Happy Station – 4:01
13. Commercial Break – 0:25
14. It's the Music (remix) – 3:58
15. What a Feeling (Flashdance) – 3:16
16. Talkbox – 3:26

## Classifiche
| Classifica        | Posizione massima |
| ----------------- | ----------------- |
| Ö3 Austria Top 75 | 66                |
| France Top 40     | 45                |